# Balco
För Bay Area Laboratory Co-operative, se BALCO
Balco är ett svenskt företag i Växjö som utvecklar och tillverkar balkongsystem och inglasningar med Europa som marknad.
Från Växjö samordans verksamheten via dotterbolag i Danmark, Norge, Tyskland, Nederländerna och England.
Totalt arbetar 220 personer på Balco.